# Guillestre
Guillestre [ɡijɛstʁ] est une commune française située dans le département des Hautes-Alpes en région Provence-Alpes-Côte d'Azur, et bureau centralisateur du canton qui porte le même nom.
Ses habitants sont appelés les Guillestrins.

## Géographie

### Localisation
La commune de Guillestre est située à une altitude moyenne de 1 000 m, dominant la rive gauche des gorges du Guil, peu avant sa confluence avec la Durance. Située à la porte du Queyras, elle est le point d'accès unique de cette vallée, notamment pendant les mois d'hiver (le col Agnel et le col Izoard étant fermés une partie de l'année).
Guillestre est un carrefour et un point de départ pour le col d'Izoard, le col de Vars et le col Agnel. Elle est aussi point de passage entre Embrun et Briançon.

### Communes limitrophes
La commune est délimitée par :
- Mont-Dauphin ;
- Vars et Risoul ;
- Eygliers, Réotier et Saint-Clément-sur-Durance, sur la Durance ;
- Château-Ville-Vieille, Ceillac et Arvieux dans le Queyras.

Celles-ci sont représentées géographiquement de la manière suivante (à l'exclusion de Mont-Dauphin, enclave d'Eygliers) :
|                                    | Eygliers   | Arvieux, Château-Ville-Vieille |
| Saint-Clément-sur-Durance, Réotier | Guillestre | Ceillac                        |
| Risoul                             |            | Vars                           |

### Géologie et relief

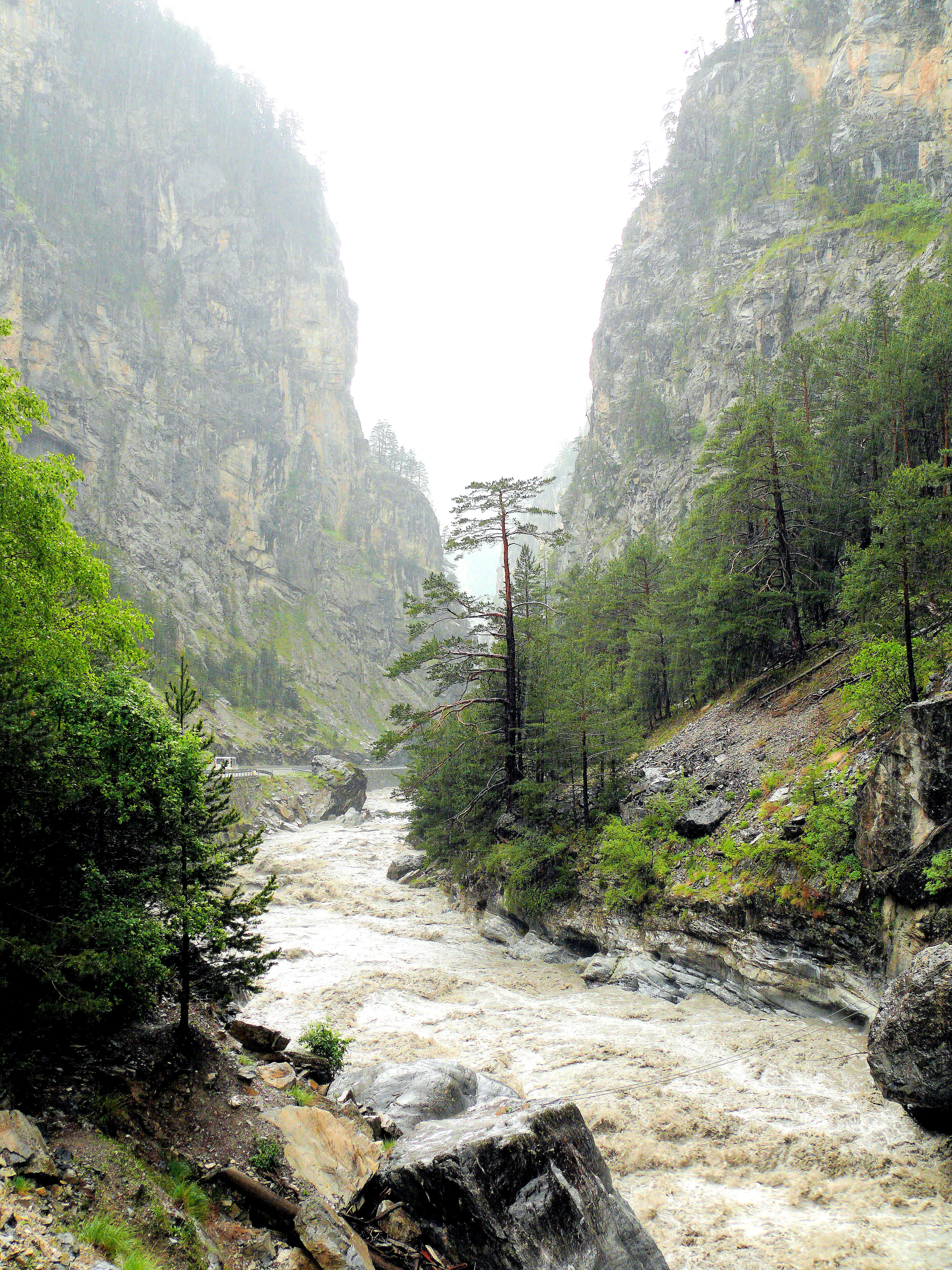
Combe du Queyras.

La commune est située sur le plateau du Simoust au nord et, en fond de vallée en bas de Risoul au sud.

### Hydrographie
Différents torrents et rivières traversent le territoire de la commune de Guillestre pour ensuite se jeter dans la Durance.
D'un côté, le Guil (longueur 51,5 km) qui descend du Queyras et rejoint la Durance entre Guillestre et Mont-Dauphin. À celui-ci viennent s'ajouter le Chagne (long de 19,5 km, prenant sa source à Vars), ainsi que l'un de ses affluents, le Rif Bel (long de 14,3 km et prenant sa source au val d'Escreins).

### Climat
Pour des articles plus généraux, voir Climat de Provence-Alpes-Côte d'Azur et Climat des Hautes-Alpes.
En 2010, le climat de la commune est de type climat des marges montargnardes, selon une étude du Centre national de la recherche scientifique s'appuyant sur une série de données couvrant la période 1971-2000. En 2020, Météo-France publie une typologie des climats de la France métropolitaine dans laquelle la commune est exposée à un climat de montagne ou de marges de montagne et est dans la région climatique Alpes du sud, caractérisée par une pluviométrie annuelle de 850 à 1 000 mm, minimale en été.
Pour la période 1971-2000, la température annuelle moyenne est de 8,9 °C, avec une amplitude thermique annuelle de 17,8 °C. Le cumul annuel moyen de précipitations est de 727 mm, avec 6,7 jours de précipitations en janvier et 5,9 jours en juillet. Pour la période 1991-2020, la température moyenne annuelle observée sur la station météorologique de Météo-France la plus proche, « St Crépin », sur la commune de Saint-Crépin à 6 km à vol d'oiseau, est de 10,0 °C et le cumul annuel moyen de précipitations est de 743,9 mm. 
La température maximale relevée sur cette station est de 38,3 °C, atteinte le 23 août 2023 ; la température minimale est de −20,6 °C, atteinte le 18 décembre 2010,,.
Les paramètres climatiques de la commune ont été estimés pour le milieu du siècle (2041-2070) selon différents scénarios d'émission de gaz à effet de serre à partir des nouvelles projections climatiques de référence DRIAS-2020. Ils sont consultables sur un site dédié publié par Météo-France en novembre 2022.

### Voies de communication et transports

#### Voies routières
Guillestre est accessible par la route départementale 902A, reliant le centre-ville à la route nationale 94 menant vers Gap, Embrun et Briançon, ainsi que par la route départementale 902 reliant le Queyras à Vars (route des Grandes Alpes).
Du centre-ville, la départementale 86 mène vers Risoul.

#### Transports ferroviaires
L'accès ferroviaire est possible via les liaisons TER reliant Marseille, Valence ou Grenoble à Briançon, ainsi que par le train de nuit reliant Paris à Briançon.
Le tronçon ferroviaire de la ligne de Veynes à Briançon est pour moitié à voie unique.

#### Transports en commun
Guillestre est desservie par la ligne 29 du réseau de lignes express régionales LER PACA, reliant Gap à Briançon. Les autocars s'arrêtent à la gare routière, ainsi que par quatre lignes du réseau Hautes-Alpes en car :
- ligne S24 : Mont-Dauphin (gare SNCF) – Ceillac[15] ;
- ligne S22 : Mont-Dauphin (gare SNCF) – Risoul[16] ;
- ligne S25+S28 : Mont-Dauphin (gare SNCF) – Ristolas[17] ;
- ligne S23 : Mont-Dauphin (gare SNCF) – Vars[18]

Ces lignes (sauf exception) desservent la zone artisanale du Villard et la gare routière.
En hiver, des navettes relient Guillestre aux stations de ski de Ceillac, Vars et Risoul.

## Urbanisme

### Typologie
Au 1er janvier 2024, Guillestre est catégorisée bourg rural, selon la nouvelle grille communale de densité à 7 niveaux définie par l'Insee en 2022.
Elle appartient à l'unité urbaine de Guillestre, une agglomération intra-départementale dont elle est ville-centre,. La commune est en outre hors attraction des villes,.

### Occupation des sols
Le tableau ci-dessous présente l'occupation des sols de la commune en 2018, telle qu'elle ressort de la base de données européenne d’occupation biophysique des sols Corine Land Cover (CLC).
| Type d’occupation                                                                   | Pourcentage | Superficie (en hectares) |
| ----------------------------------------------------------------------------------- | ----------- | ------------------------ |
| Tissu urbain discontinu                                                             | 2,9 %       | 149                      |
| Zones industrielles ou commerciales et installations publiques                      | 0,4 %       | 20                       |
| Prairies et autres surfaces toujours en herbe                                       | 7,7 %       | 395                      |
| Systèmes culturaux et parcellaires complexes                                        | 0,4 %       | 21                       |
| Surfaces essentiellement agricoles interrompues par des espaces naturels importants | 1,7 %       | 86                       |
| Forêts de feuillus                                                                  | 1,0 %       | 49                       |
| Forêts de conifères                                                                 | 64,2 %      | 3285                     |
| Forêts mélangées                                                                    | 2,1 %       | 109                      |
| Pelouses et pâturages naturels                                                      | 7,0 %       | 358                      |
| Landes et broussailles                                                              | 0,4 %       | 22                       |
| Forêt et végétation arbustive en mutation                                           | 3,4 %       | 175                      |
| Plages, dunes et sable                                                              | 0,5 %       | 24                       |
| Roches nues                                                                         | 1,2 %       | 62                       |
| Végétation clairsemée                                                               | 7,0 %       | 358                      |
| Source : Corine Land Cover                                                          |             |                          |

### Morphologie urbaine

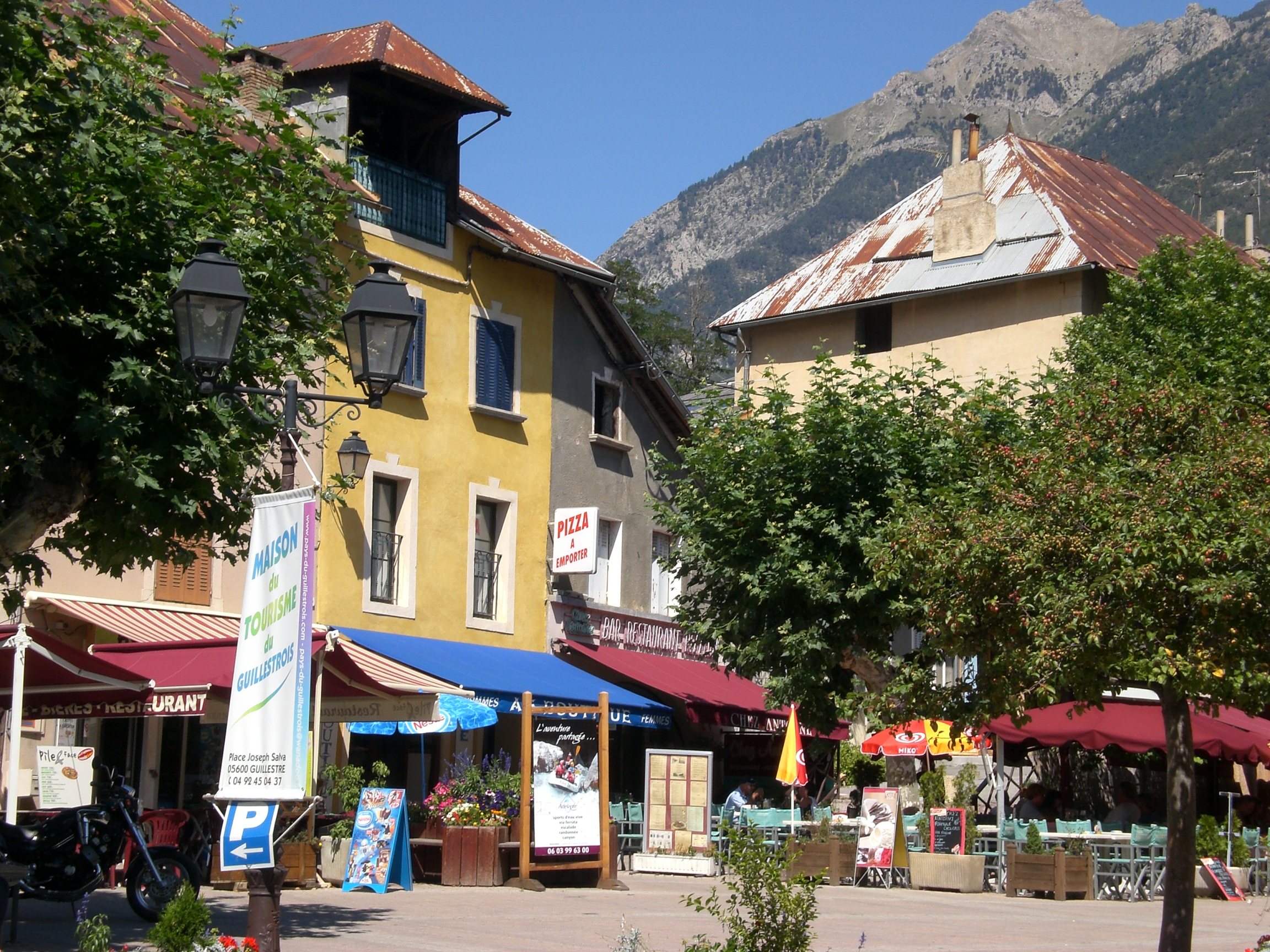
La place Salva.
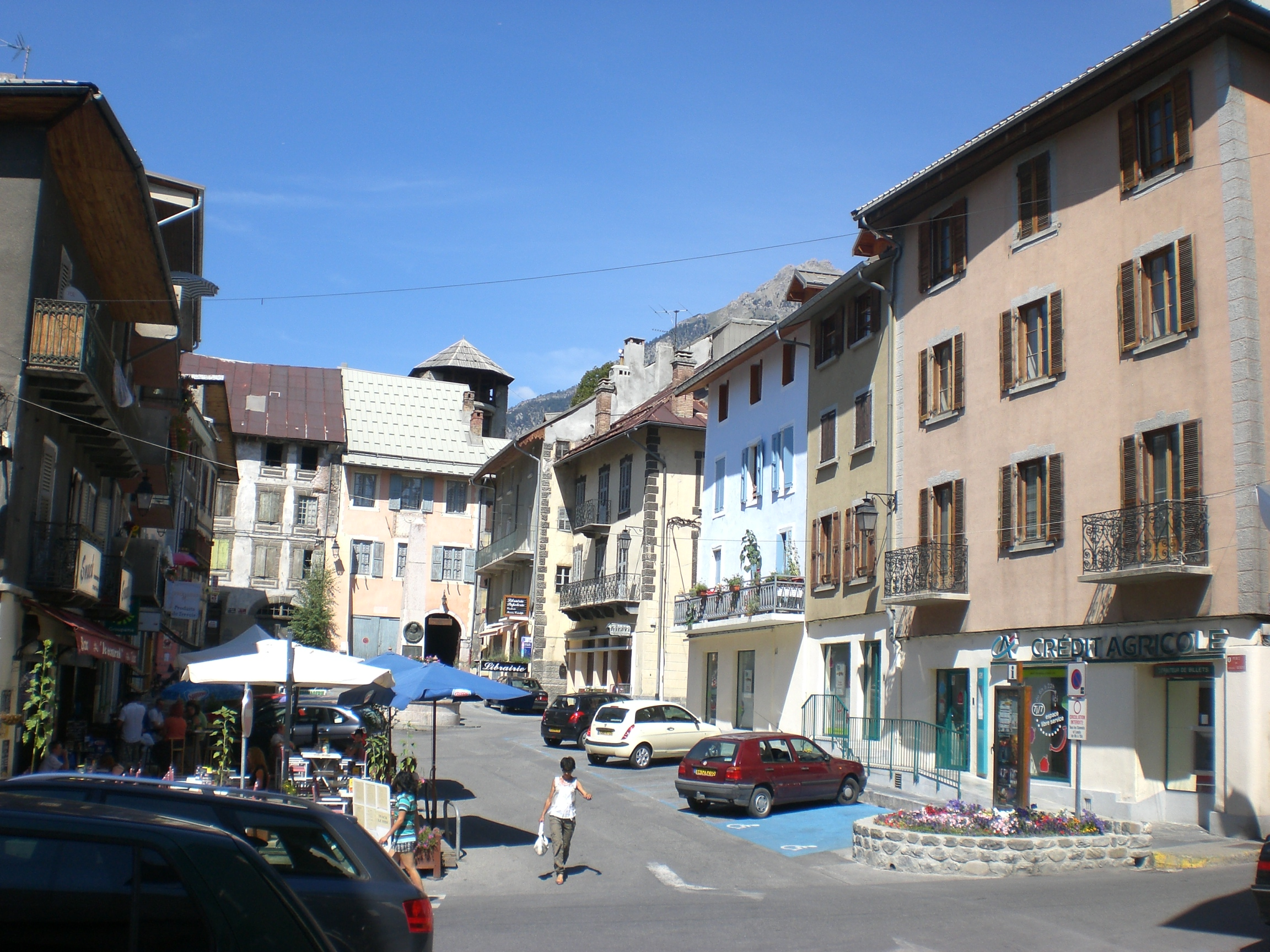
La place Albert.

#### Remarques sur le choix du lieu d'implantation de la cité
Les caractéristiques du lieu qui ont conduit à cette implantation de Guillestre sont :
- une exposition assez favorable d'ouest des terres fertiles faciles à irriguer ;
- un des torrents, le Rif-Bel a une hydrologie extrêmement favorable à la régularité même en période sèche pour la récupération de l'énergie hydraulique pour des moulins (ce sous-bassin-versant, plein nord-ouest, est très étroit et encaissé, entouré de sommets proches de 3 000 m d'altitude, alimenté par la régularité des fusions de glace en période d'estives (glaces profondes de glacier rocheux)) ;
- une position stratégique dans le massif à la croisée de trois voies principales importantes : (Queyras, Ubaye, Durance aval) ;
- un encadrement par des confluences, limites défensives naturelles, des gorges (Chagne et Guil) ; (Le Guil a un débouché, dans les gorges du Queyras, sur environ deux kilomètres, entre Guillestre et Mont Dauphin, il existe un véritable canyon creusé par le torrent du Guil qui ainsi coule au pied de falaises de plus de 80 m de hauteur, espacées de seulement 200 m)[26].

## Toponymie

### Graphies anciennes
Le nom de la localité est attesté sous la forme Guillestra en 1119, dans une bulle du pape Gélase II. Guillestra (occitan Guilhestra) est devenu Guillestre par francisation de la voyelle finale, selon le cas général pour les toponymes occitans.

### Étymologie
Le premier élément Guill- représenterait l'hydronyme Guil (anciennement *Guillu-),, c'est-à-dire le torrent des gorges du Queyras. Ernest Nègre partage ce point de vue et note que le Guil est attesté sous la forme latinisée Guillus en 1461.
Le second élément -estre :
- peut être issu de l'occitan estra « hors de » (lui-même du latin extra[27]), d'où la signification globale de « (village) hors du Guil » ;
- légère variante de l'interprétation précédente, estra pourrait avoir le sens du substantif balcon ou adjectival d'en surplomb[30]. En effet dans la haute vallée de l'Ubaye, on nomme Estra, le balcon spécial, côté sud, qui reçoit le bois qui manque encore de séchage et qui est en communication directe avec la grange. Souvent, il n'a pas de garde-corps. Une interprétation globale de Guillestre donnerait alors « le village en balcon au-dessus du Guil »[Interprétation personnelle ?][31].

Ernest Nègre considère que l'élément -estre représente le suffixe latin -estris, semblable à celui de camp-estris > champêtre en français. Pour lui la forme primitive du nom de lieu était *Aquili-estris (Guil étant formé sur l'adjectif latin aquilius « brun foncé, noir » devenu Aiguilh en occitan avec une aphérèse du Ai- initial). Il aurait d'abord désigné la région du Guil, puis le village de Guillestre lui-même.
Guilhestra, en occitan, tire son nom de la rivière torrentielle proche, le Guil, issu du radical pré-celtique gar qui désigne « l'eau ». A donné aussi Gillardes pour, « grosses eaux » dans le Dévoluy et probablement Guisane et du second élément occitan estra « hors de », d'où la signification globale du village « hors du Guil ».

## Histoire

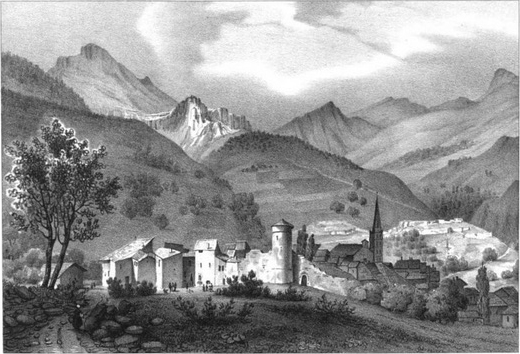
Guillestre au XIXe siècle, illustrée par Alexandre Debelle (1805-1897).

La ville est fondée par les habitants de Rama (La Roche-de-Rame), dont la ville avait été détruite par une crue de la Durance.
Au XIIe siècle, l’abbaye Saint-André de Villeneuve-lès-Avignon y possédait le prieuré Sainte-Marie.

### Guerres de religion
Guillestre est prise par Lesdiguières le 5 septembre 1587.

### XVIIesiècle
Au cours de la guerre de la Ligue d'Augsbourg, la ville est prise le 30 juillet 1692 par Victor-Amédée II de Savoie, après un siège de trois jours. Son enceinte datait du XIVe siècle.

## Politique et administration

### Budget et fiscalité 2014

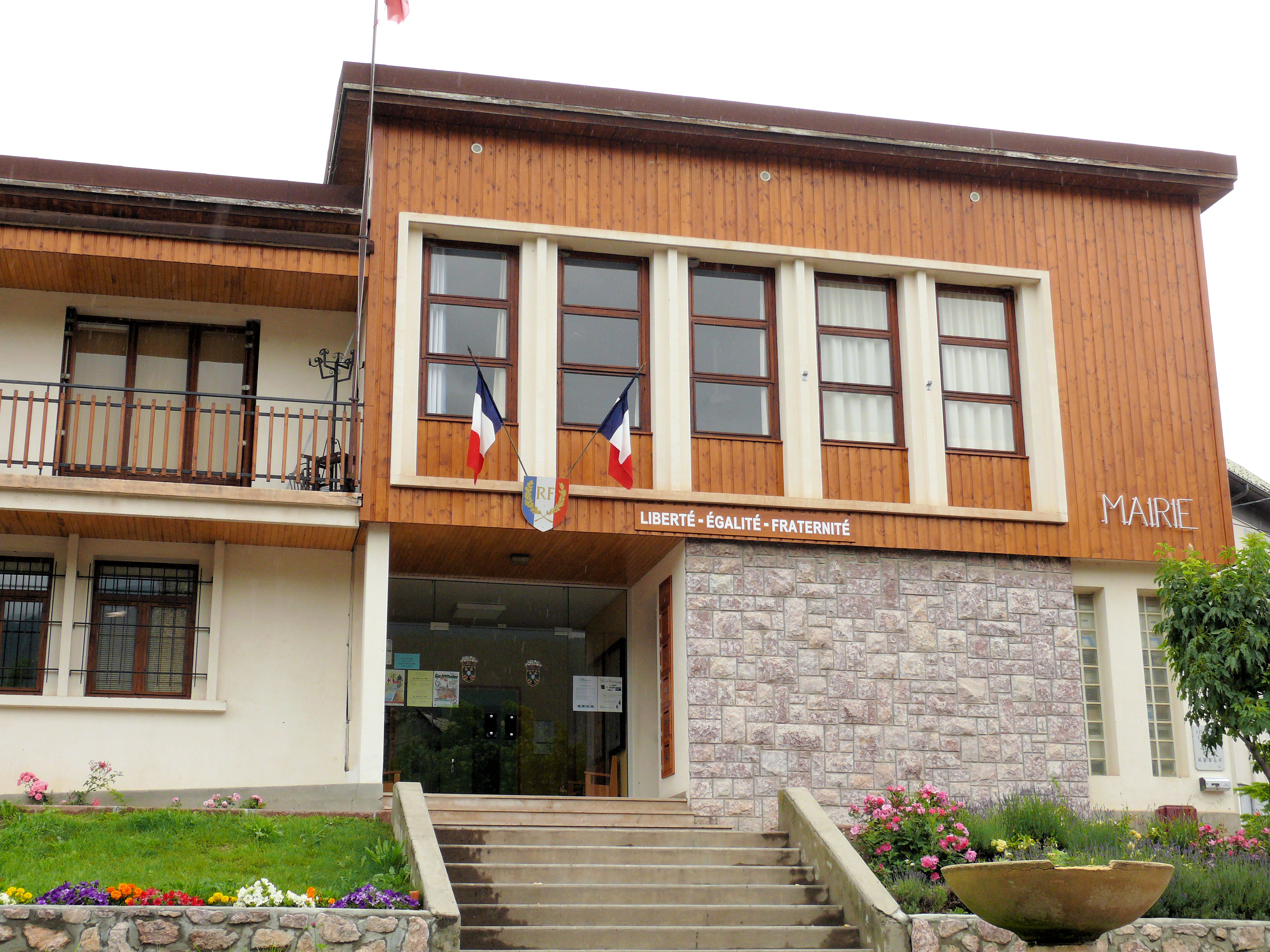
L'hôtel de ville.

En 2014, le budget de la commune était constitué ainsi :
- total des produits de fonctionnement : 3 284 000 €, soit 1 358 € par habitant ;
- total des charges de fonctionnement : 2 676 000 €, soit 1 107 € par habitant ;
- total des ressources d’investissement : 1 931 000 €, soit 799 € par habitant ;
- total des emplois d’investissement : 871 000 €, soit 360 € par habitant.
- endettement : 2 186 000 €, soit 904 € par habitant.

Avec les taux de fiscalité suivants :
- taxe d’habitation : 13,38 % ;
- taxe foncière sur les propriétés bâties : 19,71 % ;
- taxe foncière sur les propriétés non bâties : 107,14 % ;
- taxe additionnelle à la taxe foncière sur les propriétés non bâties : 96,83 % ;
- cotisation foncière des entreprises : 20,75 %.

### Tendances politiques et résultats
Guillestre est une commune qui a tendance à voter à droite, comme le démontrent, aux élections présidentielles, les scores importants de Nicolas Sarkozy autant en 2007 (58,03 %) qu'en 2012 (53,84 %).
Aux élections municipales de 2014, le candidat sortant Bernard Leterrier a été réélu avec 59,25 % des suffrages exprimés. Il acquiert quinze sièges au conseil municipal dont sept au conseil communautaire de la communauté de communes du Guillestrois. Le battu, Claude Feuillassier, avec 40,75 % des voix, obtient les quatre sièges restants. La participation à cette élection s'est élevée à 73,37 %.
Aux élections de mars 2020, le candidat sortant  Bernard LETERRIER a été battu par sa première adjointe Christine PORTEVIN, cheffe de la liste Guillestre Ensemble. Elle acquiert 16 sièges au conseil municipal avec 62.92% des voix et 7 sièges à la Communauté de Communes du Guillestrois-Queyras. La participation aux élections a été de 60,05%. Christine PORTEVIN, compte-tenu de la crise sanitaire, n'a été élue à son poste que le 24 mai 2020. Elle est la 2ème femme élue maire de Guillestre.

### Liste des maires
| Période                                  | Période         | Identité                             | Étiquette    | Qualité |
| ---------------------------------------- | --------------- | ------------------------------------ | ------------ | --- |
| Les données manquantes sont à compléter. |                 |                                      |              | |
| 1835                                     | 1838            | Jacques Louis Court                  |              | |
| 1838                                     | 1841            | Joseph Antoine Chastan               |              | Nommé |
| 1849                                     | 1851            | Sébastien Palluel                    |              | |
| 1919                                     | 1931            | Pierre Émile Robert                  |              | |
| Les données manquantes sont à compléter. |                 |                                      |              | |
| oct 1951                                 | avril 1953      | Pierre Garnier                       |              | |
| 27 mai 1953                              | 28 octobre 1957 | Simone Petsch née Lazard (1899-1991) |              | Héritière de la banque Lazard Frères |
| Les données manquantes sont à compléter. |                 |                                      |              | |
| mars 1959                                | mars 1971       | Augustin Guillaume (1895-1983)       |              | Ancien général d'armée |
| Les données manquantes sont à compléter. |                 |                                      |              | |
| mars 1977                                | mars 1983       | Jean-Marie Jory                      |              | |
| mars 1983                                | mars 1989       | Robert Michel (1922-2020)            |              | Vétérinaire |
| mars 1989                                | juin 1995       | Jean Lepas (1926-2009)               |              | Ingénieur de la Météorologie (retraité) |
| juin 1995                                | mars 2001       | Louis Abrard (1937-2010)             | PRG          | Ancien dirigeant d'entreprise de menuiserie Maire d'Eygliers (2006 → 2008)                                                                        |
| mars 2001                                | mars 2008       | Armand Jallut                        | DVD          | |
| mars 2008                                | mai 2020        | Bernard Leterrier (1952- )           | LV puis EELV | Vétérinaire retraité 2e vice-président de la CC du Guillestrois (2014 → 2016) Vice-président de la CC du Guillestrois et du Queyras (2017 → 2020) |
| mai 2020                                 | En cours        | Christine Portevin, (1966- )         | SE           | Professeure des écoles |

### Intercommunalité
Guillestre a fait partie :
- de 2001 à 2017, de la communauté de communes du Guillestrois ;
- depuis le 1er janvier 2017, de la communauté de communes du Guillestrois et du Queyras[48].

### Jumelages
Guillestre est jumelée avec Torre Pellice (province du Piémont, Italie).

## Population et société

### Démographie
L'évolution du nombre d'habitants est connue à travers les recensements de la population effectués dans la commune depuis 1793. Pour les communes de moins de 10 000 habitants, une enquête de recensement portant sur toute la population est réalisée tous les cinq ans, les populations de référence des années intermédiaires étant quant à elles estimées par interpolation ou extrapolation. Pour la commune, le premier recensement exhaustif entrant dans le cadre du nouveau dispositif a été réalisé en 2005.

En 2022, la commune comptait 2 286 habitants, en évolution de −1,21 % par rapport à 2016 (Hautes-Alpes : +0,4 %, France hors Mayotte : +2,11 %).
| 1793 | 1800 | 1806  | 1821  | 1831  | 1836  | 1841  | 1846  | 1851  |
| ---- | ---- | ----- | ----- | ----- | ----- | ----- | ----- | ----- |
| 952  | 970  | 1 183 | 1 363 | 1 672 | 1 754 | 1 759 | 1 742 | 1 739 |

| 1856  | 1861  | 1866  | 1872  | 1876  | 1881  | 1886  | 1891  | 1896  |
| ----- | ----- | ----- | ----- | ----- | ----- | ----- | ----- | ----- |
| 1 606 | 1 460 | 1 509 | 1 509 | 1 479 | 1 491 | 1 450 | 1 403 | 1 361 |

| 1901  | 1906  | 1911  | 1921  | 1926  | 1931  | 1936  | 1946  | 1954  |
| ----- | ----- | ----- | ----- | ----- | ----- | ----- | ----- | ----- |
| 1 399 | 1 374 | 1 315 | 1 146 | 1 080 | 1 052 | 1 057 | 1 092 | 1 030 |

| 1962  | 1968  | 1975  | 1982  | 1990  | 1999  | 2005  | 2006  | 2010  |
| ----- | ----- | ----- | ----- | ----- | ----- | ----- | ----- | ----- |
| 1 448 | 1 479 | 1 466 | 1 937 | 2 000 | 2 211 | 2 276 | 2 247 | 2 325 |

| 2015  | 2020  | 2022  | - | - | - | - | - | - |
| ----- | ----- | ----- | - | - | - | - | - | - |
| 2 301 | 2 291 | 2 286 | - | - | - | - | - | - |

### Enseignement
Guillestre dépend de l'académie d'Aix-Marseille.
Les élèves commencent leur scolarité à l'école maternelle puis à l'école primaire publique de la commune, puis la poursuivent au collège des Hautes-Vallées.

### Santé

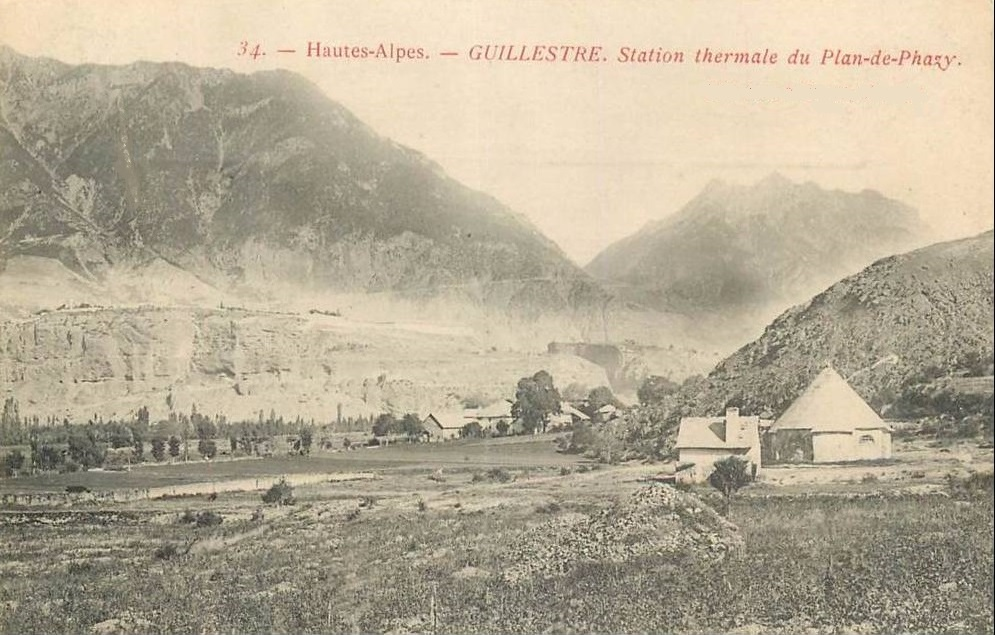
Station thermale de Plan de Phazy.

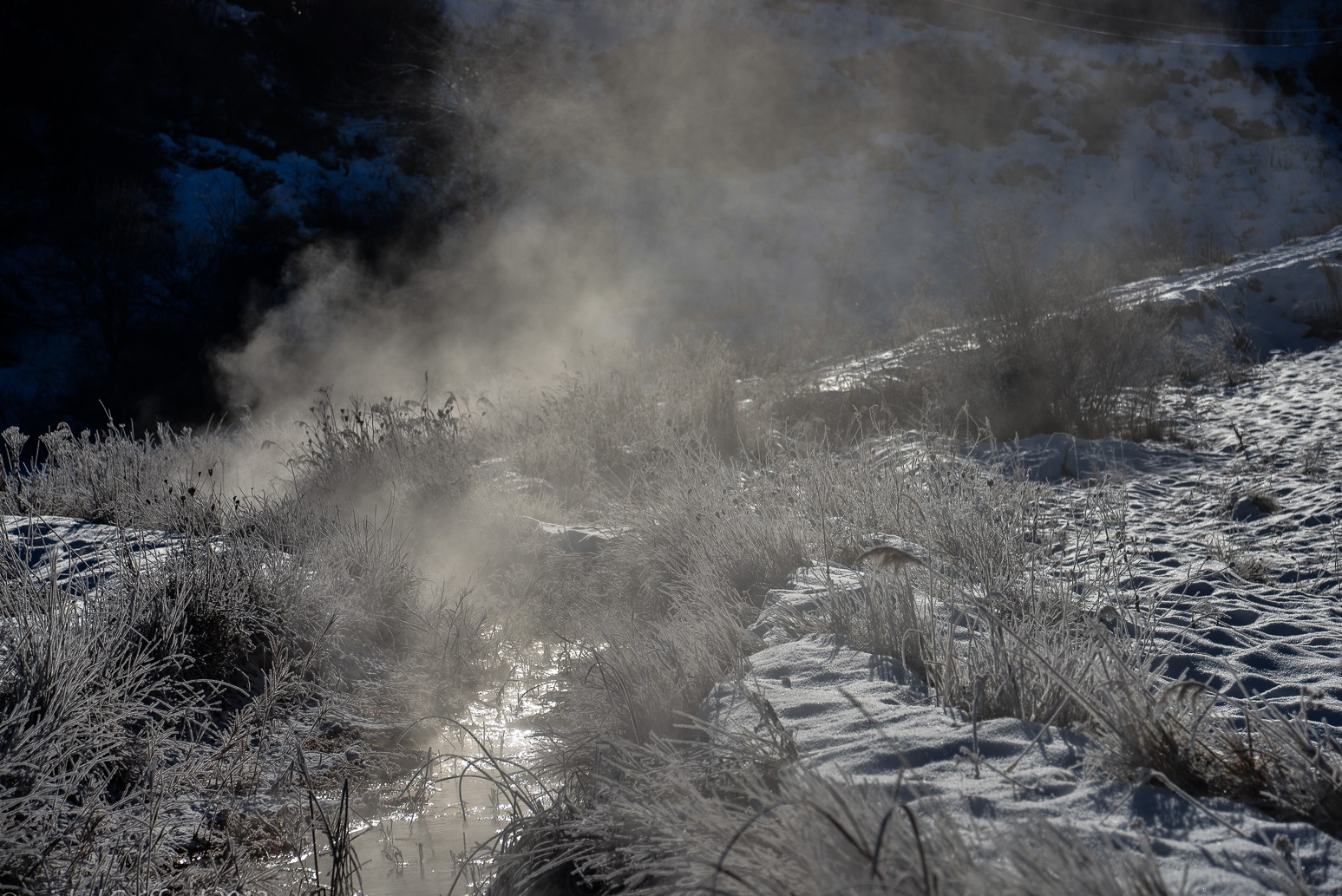
Source des Vignes au Plan de Phasy en hiver.

## Économie
Guillestre est un carrefour de vallées où viennent s'approvisionner les habitants des communes environnantes. L'activité économique est essentiellement centrée sur le tourisme d'été et d'hiver. Les activités de loisirs sont nombreuses dans le Guillestrois : sports d'eau vive sur la Durance ou le Guil, équitation, montagne (randonnée, ski, etc.), tennis, vol à voile, parapente, VTT, 4x4, etc.
Les stations de ski les plus proches sont le domaine de la Forêt Blanche à Vars et Risoul (12 km), ainsi que la station de Ceillac (12 km aussi).

## Culture locale et patrimoine

### Lieux et monuments
- La chapelle Saint-Guillaume (XIe siècle).
- La tour d'Eygliers[55],[56], vestige des remparts médiévaux. Elle est classée monument historique.
- L’église Notre-Dame d'Aquilon[57],[58],[59] a été construite entre 1507 et 1532. Son porche, inspiré du Réal d’Embrun, date de 1545[60]. Elle est répertoriée dans la base Mérimée, base de données sur le patrimoine architectural français du ministère de la Culture[61].
- Chapelle Notre-Dame-des-Neiges-et-Saint-Ours de Guillestre. L'édifice a été inscrit au titre des monuments historiques en 1986[62].
- Chapelle des Pénitents de Guillestre.
- Chapelle de la Maison de Retraite de Guillestre.
- Chapelle Saint-Jean-Baptiste des chalets de Bramousse.
- La source thermale du plan de Phazy.
- Les chapelles Saint-Sébastien[63] et Saint-Roch.
- Fontaine, monument commémoratif à Joseph-Jean-Baptiste Albert[64].
- Monument aux morts[65].
- Peyre-Haute : table d'orientation.
- Rue des masques : étroite gorge naturelle, où la tradition prétend que les sorciers d'Eygliers y tenaient leur sabbat nocturne[66]

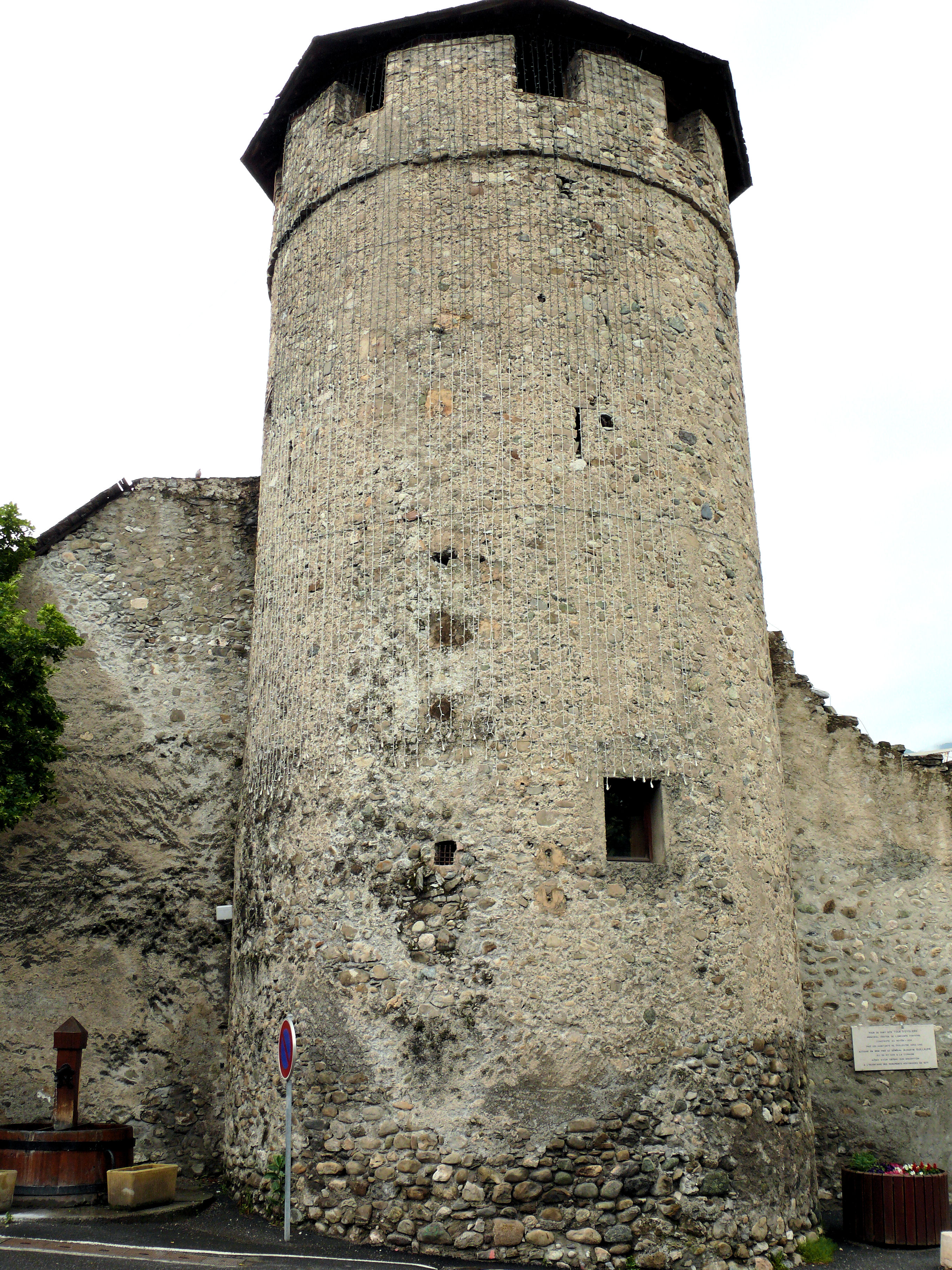
Tour d'Eygliers.
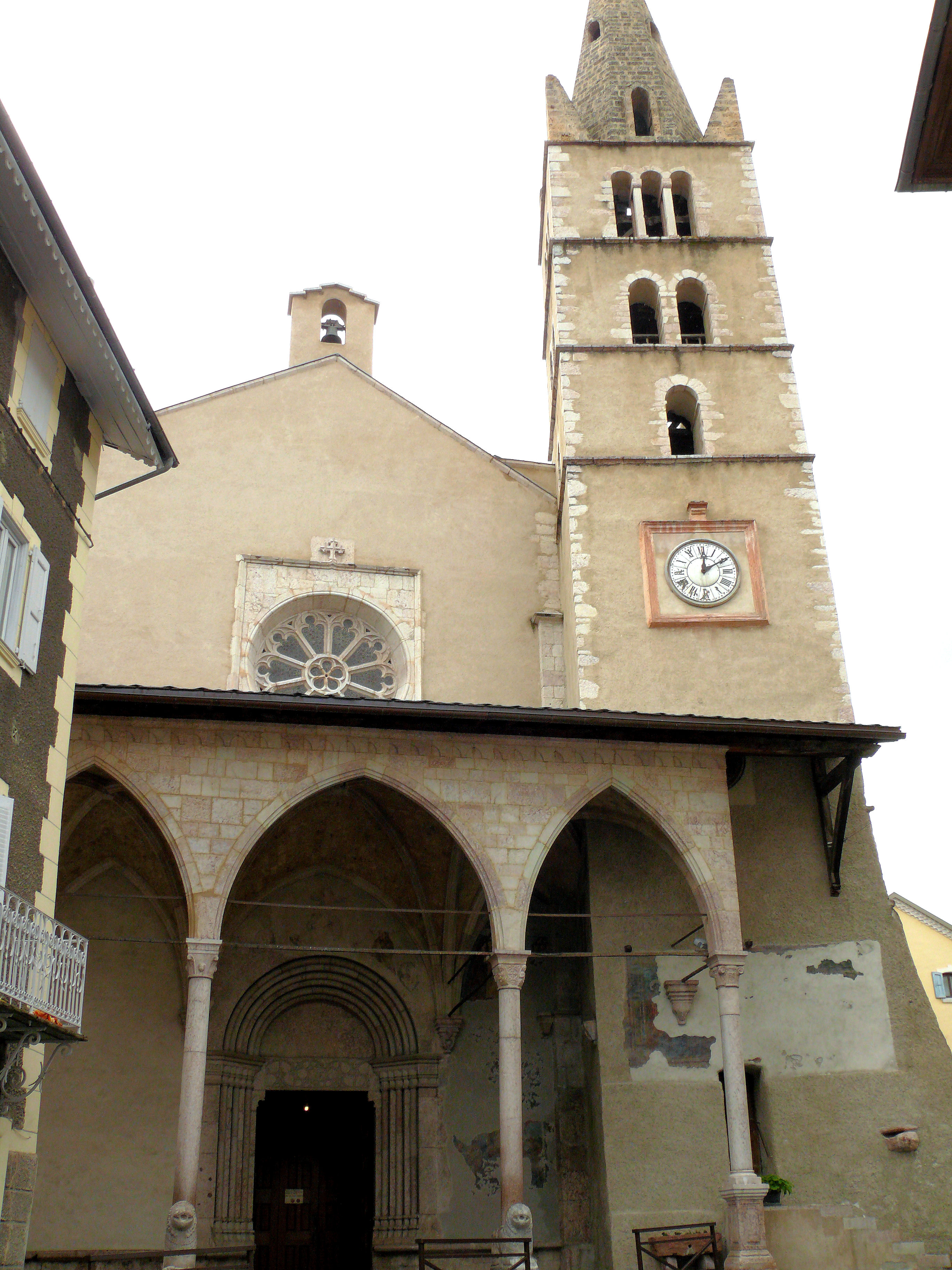
L'église Notre-Dame-d'Aquilon.
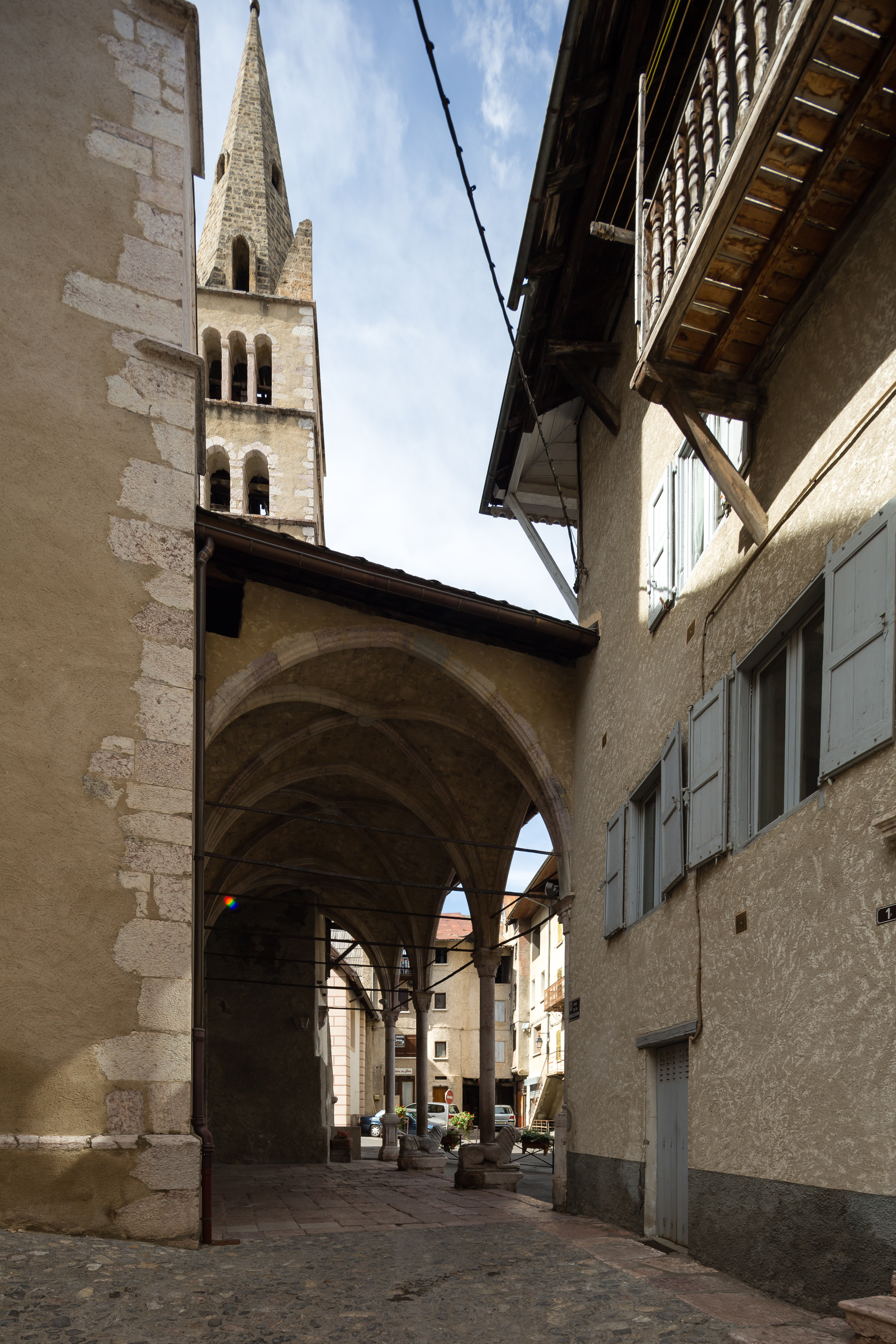
Porche de l'église.
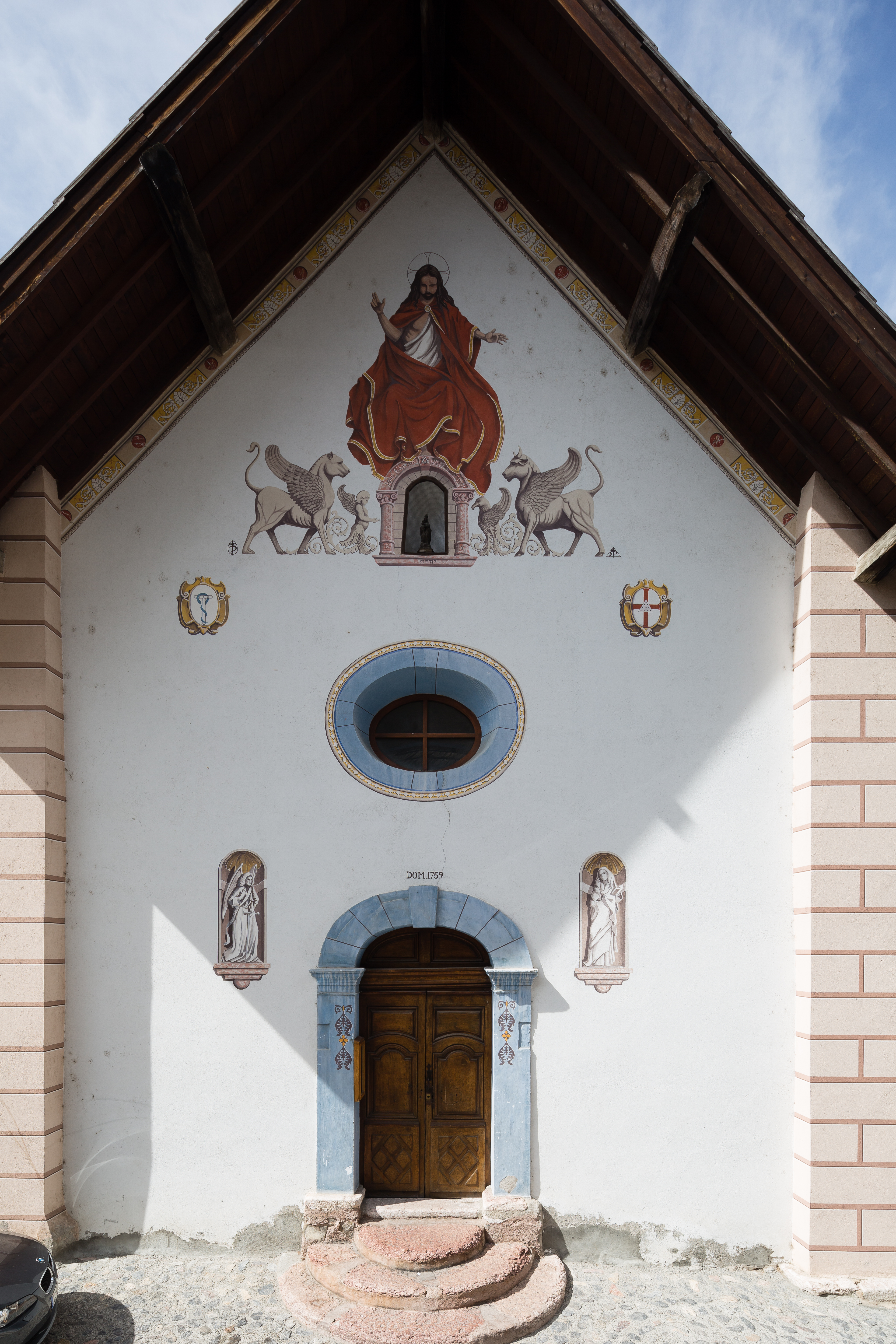
La chapelle des Pénitents, sur le côté de l’église.

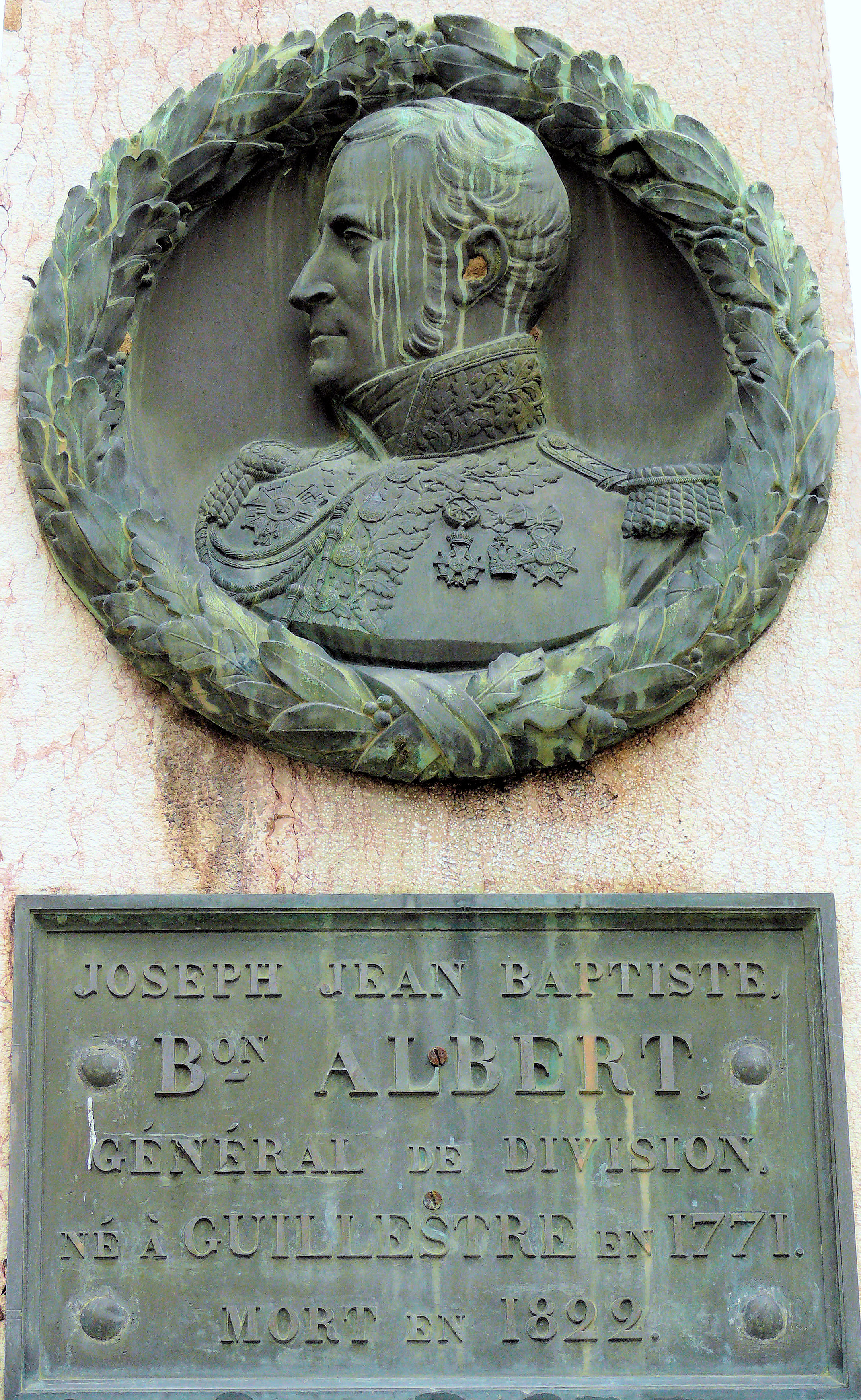
Plaque commémorative du général Albert.

### Personnalités liées à la commune
- Louis Court (1670-1733), peintre de l'Accademia di San Luca de Rome, y est né ;
- Joseph Jean-Baptiste Albert (1771-1822), général d'Empire, y est né ;
- Augustin Guillaume (1895-1983), général d'armée, y est né.

### Héraldique
| Blason de Guillestre | Blason  | D'or à l'aigle bicéphale de sable armée, membrée, becquée et allumée de gueules, chargée en cœur d'un écusson d'azur à la croix d'argent. |
| Blason de Guillestre | Détails | Le statut officiel du blason reste à déterminer.                                                                                          |

### Guillestre dans les arts et la culture
L'écrivain Pierre Bordage situe l'action de sa nouvelle Nuits-lumière dans la ville.